# Berginus bahamicus
Berginus bahamicus är en skalbaggsart som beskrevs av Thomas Casey 1900. Berginus bahamicus ingår i släktet Berginus och familjen vedsvampbaggar. Inga underarter finns listade i Catalogue of Life.